# Jeetendra
Jeetendra, pseudonimo di Ravi Kapoor (Mumbai, 7 aprile 1942), è un attore indiano.
È anche noto con il nome di Jeetender.
Ha debuttato a soli 17 anni nel film Navrang, ma il suo primo successo a Bollywood è arrivato nel 1964, con Geet Gaya Pattharon Ne.
Ha recitato in quasi 200 film.
Per quanto riguarda la vita privata, si è sposato con Shobha Kapoor e ha due figli, Tusshar e Sharan Kapoor, e una figlia, Ekta Kapoor.

## Filmografia parziale
- Navrang, regia di Shantaram Rajaram Vankudre (1959)
- Geet Gaaya Pattharon Ne, regia di Shantaram Rajaram Vankudre (1964)
- Farz, regia di Ravikant Nagaich (1967)
- Boond Jo Ban Gayee Moti, regia di Shantaram Rajaram Vankudre (1967)
- Gunahon Ka Devta, regia di Devi Sharma (1967)
- Aulad, regia di Kundan Kumar (1968)
- Mere Huzoor, regia di Vinod Kumar (1968)
- Parivar, regia di Keval P. Kashyap (1968)
- Suhaag Raat, regia di R. Bhattacharya (1968)
- Jigri Dost (1969) ... Gopi
- Jeene Ki Raah  (1969)
- Dharti Kahe Pukar Ke  (1969)
- Humjoli (1970) ... Rajesh
- Khilona (1970) ... Mohan Singh
- Caravan (1971) ... Mohan
- Parichay (1972) ... Ravi
- Bidaai  (1974) ... Sudhakar
- Khushboo (1975) ... Brindaban
- Nagin (1976) ... Nag
- Dharam Veer (1977) ... Veer
- Badalte Rishtey (1978) ... Sagar
- Swarg Narak (1978) ... Mohan
- Jaani Dushman (1979) ... Amar
- The Burning Train (1980) ... Ladro
- Justice Chaudhry (1982) ... Chaudhary
- Mawaali (1983) ... (non accreditato)
- Himmatwala (1983) ... Ravi
- Tohfa (1984) ... Ramu
- Dosti Dushmani (1986) ... (non accreditato)
- Tamacha (1988) ... Rajiv
- Zahreelay(1990) ... Ufficiale dell'esercito in pensione
- Dil Aashna Hai (1992) ... Principe Arjun
- Maa (1992)
- Chauraha (1994)
- Zamana Deewana (1995) ... Madanlal Malhotra
- Dushman Duniya Ka (1996) ... Mahesh
- Mother (1999) ...
- Kucch To Hai (2003) ... Padre di Karan
- Om Shanti Om (2007) ... Comparsa speciale
- Ad Astra, regia di James Gray (2019)